# Store Heddinge
Store Heddinge ligger på Østsjælland og er en by med 3.579 indbyggere  (2024) beliggende på halvøen Stevns. Den er opstået i 1200-tallet, og fik titel af købstad i 1441. Byen ligger i Stevns Kommune og tilhører Region Sjælland.
Store Heddinge er Stevns' hovedby og samtidig handelscentrum for et større opland. Den har jernbanestation og er via Movias jernbaneselskab Lokaltog forbundet med Hårlev mod vest og Rødvig mod syd. Sekundærrute 261 passerer vest om byen og går i nordvestlig retning mod Køge. Få kilometer i østlig retning ligger Stevns Klint og Østersøen.
Fra Store Heddinge er der ca. 6 kilometer til Højerup, 13 til Hårlev, 22 til Faxe, 22 til Køge og godt 30 kilometer til Haslev.

## Historiske bygninger
- Tinghuset i Store Heddinge blev bygget omkring 1838 på det da nyanlagte Nytorv som råd-, ting- og arresthus ved arkitekten J.H. Koch, der var direktør for Det Kongelige Danske Kunstakademi.
- Sankt Katharina Kirke er fra 1190 og bygget af limsten.
- Det byportlignende vandtårn fra 1911 (opført af kridtsten fra Stevns Klint samt røde munkesten)
- På Kirketorvet 7 findes en gammel præstegård med et forhus fra 1750.
- Der fandtes i byen en latinskole i 1620 som blev nedlagt i 1739, desuden fik byen i 1722 en rytterskole.

## Historie
Store Heddinges oprindelige stednavn var Heddinge, som kommer af det olddanske hadd der betyder "hovedhår" el. "lange plantehår". Stednavnet skulle hermed betyde "Stedet med den langhårede plantevækst". Byen nævnes i Kong Valdemars Jordebog i den såkaldte "købstadsliste" som Hæddyng. Byen har altså købstadsrettigheder omk. 1240. I 1261 kaldes en Hedingemagle, da Lille Heddinges navn opstod. I 1500-tallet kaldtes byen med sikkerhed "Heddinge".

### Middelalder
Hvornår den er bleven købstad, vides ikke: I 1441 fornyede Christoffer af Bayern dens privilegier, senere bekræftede blandt andre af Frederik II i 1563 - dog med det forbehold, at kongen havde ret til at revidere dem i overensstemmelse med rigets tarv - og af Christian IV 1598. I middelalderen havde byen to gilder, et Sankt Olai- og et Sankt Knudsgilde - det sidstes skrå er affattet 1256. Den har derimod ikke haft noget kloster.

### Renæssancen
Efter reformationen havde den en latinskole, hvis rektor tillige var degn, og som kun havde én klasse, så at den ikke kunde dimittere til universitetet; den nedlagdes i det 18. århundrede. Byen har aldrig haft større betydning eller spillet nogen rolle i dansk historie. I 1672 havde den 362, 1769 514 og 1787 569 indbyggere (i det sidste år var borgernes antal henved 90, "hvilke dog snarere ere at anse for Agerdyrkere end Borgere", da bymarkerne vare matrikulerede for 300 tønder hartkorn). Ved siden af landbruget var brændevinsbrændingen det vigtigste erhverv (hvilket meget gik ud over omegnens skove). Handelen har aldrig været betydelig, da byens to udskibningssteder Rødvig og Gjorslev Bøgeskov lå omtrent 3/4 mil borte. Molbech beskrev i Ungdomsvandringer 1811 byen således: "De fleste Huse ere straatækte og ligne udentil Bønderhuse; man ved en Tid ikke ret, om man er i en Landsby eller i en Købstad."

### Den tidlige industrialisering
I 1800-tallet kom der en smule mere vækst til Store Heddinge grundet etableringen af en jernbaneforbindelse og en dertil hørende station. Det bragte forskellige mindre industrier og håndværkere til byen, selvom landbruget fortsat var det altdominerende erhverv i området. Det samme gjorde sig gældende i 1900-tallet.
Store Heddinges befolkning var stigende i slutningen af 1800-tallet og begyndelsen af 1900-tallet: 1.076 i 1850, 1.231 i 1855, 1.291 i 1860, 1.406 i 1870, 1.549 i 1880, 1.681 i 1890, 1.816 i 1901, 1.843 i 1906 og 2.047 i 1911.
Efter erhverv fordeltes folkemængden i 1890 i følgende grupper, omfattende både forsørgere og forsørgede: 246 levede af immateriel virksomhed, 584 af håndværk og industri, 326 af handel og omsætning, 356 af jordbrug, mens 87 fordeltes på andre erhverv, 66 levede af deres midler, 13 nød almisse, og 3 var i fængsel. Ifølge en opgørelse i 1906 var indbyggertallet 1.843, heraf ernærede 164 sig ved immateriel virksomhed, 377 ved landbrug, skovbrug og mejeridrift, 1 ved fiskeri, 655 ved håndværk og industri, 393 ved handel med mere, 91 ved samfærdsel, 108 var aftægtsfolk, 42 levede af offentlig understøttelse og 12 af anden eller uangiven virksomhed.
Af fabrikker havde byen i 1855 11 brændevinsbrænderier. Af fabrikker og industrielle anlæg havde byen i 1872: 1 bogtrykkeri, 1 kalkbrænderi, 1 tobaksfabrik, 2 garverier og 2 ølbryggerier. Af fabrikker og industrielle anlæg havde byen ved århundredeskiftet: 2 hvidtølsbryggerier, 1 mineralvandsfabrik, 2 jernstøberier, 2 garverier, 1 kalkovn, flere møller og 1 bogtrykkeri.
I Store Heddinge blev udgivet 1 avis, "Stevns Avis".

### Mellemkrigstiden
Gennem mellemkrigstiden var Store Heddinges indbyggertal nærmest stagnerende: i 1916 2.154, i 1921 2.272, i 1925 2.450, i 1930 2.442, i 1935 2.228, i 1940 2.037 indbyggere. Men samtidig skete der en vækst i forstaden Bjælkerup i Store Heddinge Landsogn, hvor der bosatte sig en række personer med arbejde i Store Heddinge.
| År                           | 1916  | 1921  | 1925  | 1930  | 1935  | 1940  |
| ---------------------------- | ----- | ----- | ----- | ----- | ----- | ----- |
| Store Heddinge købstad       | 2.154 | 2.272 | 2.450 | 2.442 | 2.228 | 2.037 |
| Bjælkerup                    | 262   | 260   | 256   | 319   | 472   | 517   |
| Store Heddinge med forstæder | 2.416 | 2.532 | 2.706 | 2.761 | 2.700 | 2.554 |

Ved folketællingen i 1930 havde Store Heddinge 2.442 indbyggere, heraf ernærede 179 sig ved immateriel virksomhed, 766 ved håndværk og industri, 377 ved handel mm, 113 ved samfærdsel, 522 ved landbrug, skovbrug og fiskeri, 198 ved husgerning, 231 var ude af erhverv og 56 havde ikke oplyst indkomstkilde.
| Næringsveje                  | Landbrug m.v. | Håndværk, industri | Handel og omsætning | Transport | Immateriel virksomhed | Hus- gerning | Ude af erhverv | Uangivet | I alt |
| ---------------------------- | ------------- | ------------------ | ------------------- | --------- | --------------------- | ------------ | -------------- | -------- | ----- |
| Store Heddinge købstad       | 522           | 766                | 377                 | 113       | 179                   | 198          | 231            | 56       | 2.442 |
| Bjælkerup                    | 77            | 127                | 21                  | 23        | 13                    | 15           | 41             | 2        | 319   |
| Store Heddinge med forstæder | 599           | 893                | 398                 | 136       | 192                   | 213          | 272            | 58       | 2.761 |

### Efterkrigstiden
Efter 2. verdenskrig fortsatte Store Heddinge sin stagnerende befolkningsudvikling. I 1945 boede der 2.140 indbyggere i købstaden, i 1950 2.230 indbyggere, i 1955 2.213 indbyggere, i 1960 2.082 indbyggere og i 1965 2.153 indbyggere. I landsognet voksede Bjælkerup.
| År                           | 1945  | 1950  | 1955  | 1960  | 1965  |
| ---------------------------- | ----- | ----- | ----- | ----- | ----- |
| Store Heddinge købstad       | 2.140 | 2.230 | 2.213 | 2.082 | 2.153 |
| Bjælkerup                    | 202   | 264   | 295   | 334   | 355   |
| Store Heddinge med forstæder | 2.342 | 2.494 | 2.508 | 2.416 | 2.508 |

En fremtrædende virksomhed i byen var Berg & Friis’ Garveri og Remmefabrik der voksede frem i midten af det 20. århundrede og beskæftigede et halvt hundrede arbejdere.
Efterhånden tog serviceerhvervene langsomt over i Store Heddinge og spillede ved indgangen til det 21. århundrede en stadig større rolle i byens samlede erhvervsliv.

## Galleri
- Sankt Katharina Kirke
- Gadeparti fra købstaden
- Hotel Stevns